# Diệu Hiền
Diệu Hiền (sinh năm 1945) là nghệ sĩ cải lương nổi tiếng. Bà được Nhà nước Việt Nam trao danh hiệu Nghệ sĩ Ưu tú năm 1993. Bà được mệnh danh là "Đệ nhất đào võ" của sân khấu cải lương Việt Nam.

## Tiểu sử
Diệu Hiền tên thật là Lâm Thị Hiền, sinh ra trong gia đình 7 người con và bà là người con thứ 5 trong gia đình, chưa đầy 5 tuổi cha bà mất, bà theo mẹ lên Sài Gòn kiếm sống. Vốn mê hát từ nhỏ, năm bà lên 9 tuổi bà xin mẹ đi theo đoàn hát nhưng không được mẹ đồng ý, đến năm 14 tuổi bà mới được mẹ cho đi hát cải lương.
Khi vào đoàn Hoa Lan - Xuân Liễu, bà nhận những vai vô danh như nữ tì, quần chúng,... Đến năm 1960, bà về hát cho đoàn Hoa Sen, được nghệ sĩ Hoàng Nô - cha ca sĩ Hoàng Lệ Nga - phát hiện năng khiếu. Từ đó, bà theo thầy học ca cổ vỡ lòng. Một lần diễn vở Hoa tàn trong am vắng, vì kép bất ngờ vắng mặt, soạn giả Hoàng Khâm đề nghị ông bầu cho bà thử vai, đổi từ nhân vật chú tiểu thành ni cô Diệu Hiền. Vai diễn gây ấn tượng với khán giả, ông bầu liền dán tên bà trên băng rôn là "Diệu Hiền". Từ đó, cái tên trở thành nghệ danh, gắn chặt cuộc đời bà.
Từ những năm thập niên 1960 - 1970, Diệu Hiền gia nhập với nhiều đoàn hát làm đào chánh như: Kim Chung, Thống Nhất,... cùng với sự chỉ dạy của các nghệ sĩ gạo cội đi trước mà tên tuổi của bà trở nên nổi tiếng.
Sau năm 1975, sân khấu cải lương đi vào khó khăn, các nghệ sĩ phải theo các gánh hát đi diễn ở các tỉnh để mưu sinh. Đến năm 1979, bà gặp một tai nạn do hỏa hoạn đã khiến tay bà bị bỏng nặng, kể từ đó Diệu Hiền ít tham gia nghệ thuật hơn.

## Cuộc sống gia đình
Nghệ sĩ Diệu Hiền kết hôn với nghệ sĩ Út Hậu, tuy nhiên, sau này hai người chia tay nhau chỉ sau một thời gian chung sống. Bà có 5 người con, trong đó chỉ có hai người lập gia đình, số còn lại đều dựa vào bà. Hiện nay Diệu Hiền đã chuyển ra viện dưỡng lão nghệ sĩ để sống, và dù giờ sức khỏe yếu nhưng Diệu Hiền vẫn hướng dẫn diễn xuất cho một số nghệ sĩ trẻ.

## Các vở diễn ấn tượng
- Nhụy Kiều tướng quân
- Nữ tướng cờ đào
- Người nhện xám
- Thoại Khanh Châu Tuấn